# Loumana
Loumana è un dipartimento del Burkina Faso classificato come comune, situato nella provincia  di Léraba, facente parte della regione di Tannouyan.
Il dipartimento si compone del capoluogo e di altri 17 villaggi: Baguera, Bledougou, Cissegue, Faon, Farniagara, Kangoura, Kinkinka, Koko, Lera, Loukouara, Negueni, Niansogoni, Noussoun, Ouahirmabougou, Outourou, Sourani e Tamassari.